# مینو (مجموعه تلویزیونی کودکان)
مینو (ایتالیایی: Mino) یک مینی‌سریال ایتالیایی-آلمانی است که در سال ۱۹۸۶ منتشر شد.
این سریال در اواخر دهه ۱۳۶۰ خورشیدی، بعد از ظهرهای روز جمعه از برنامهٔ کودکان و نوجوانان پخش می‌شد.

## گزیدهٔ بازیگران
- گوئیدو چلا در نقش «مینو»
- ماریو آدورف در نقش «سرگرد لوپو»
- پی‌یر کوسو در نقش «ریکو»
- سیمونا کاوالاری در نفش «ننا»
- میشائل هلتائو در نقش «کارلو»
- ری لاولاک در نقش «میکله»
- باربارا مِـی در نقش «فریدا»
- اوتاویا پیکولو در نقش «انریکا»
- دیتر شیدور در نقش «یاروسلاو»
- ادموندو تیگی در نقش آرماندو دیاز
- مائوریتسیو ماتیولی در نقش «سروان کراسبو»
- ویتوریو آماندولا در نقش «رینیانی»
- اوگو فانگارجی در نقش «سِـستو»
- نیکولا پیستویا در نقش «راننده»
- مارنه مایتلند در نقش «چیرو»
- پائولو پائولینی در نقش «شهردار»